# Matthieu Vaxivière
Matthieu Vaxivière (Limoges, 3 de diciembre de 1994) es un piloto de automovilismo francés.

## Carrera
Vaxivière hizo su debut en karting en 2005. En esto condujo en el campeonato francés de kart. En 2010 hizo el cambio a los autos deportivos, donde condujo en la MitJet Series. Con un podio, terminó noveno en el campeonato aquí.
En 2011, Vaxivière hizo su debut en carreras de fórmula en el Campeonato Francés de Fórmula 4. Con tres victorias y otros siete podios, ganó el campeonato por 26 puntos por delante de Andrea Pizzitola.
En 2012, Vaxivière cambió a la Eurocopa de Fórmula Renault, donde condujo para el equipo Tech 1 Racing. Tuvo una temporada de debut complicada, en la que solo consiguió sumar un punto en la última carrera del Circuit de Catalunya, finalizando 29º en el campeonato. También participó en varios fines de semana de carreras de Fórmula Renault 2.0 Alpes para Tech 1, terminando 14º con un podio en el Gran Premio de Pau y 29 puntos.
En 2013, Vaxivière siguió pilotando en la Eurocopa para Tech 1. En el primer fin de semana de carreras en MotorLand Aragón, dominó consiguiendo la pole position, la vuelta rápida y la victoria en ambas carreras. Sin embargo, después de este fin de semana, solo pudo sumar puntos dos veces y en el último fin de semana de carrera ya no participó. Al final acabó décimo en el campeonato con 57 puntos. También participó en cuatro carreras de la Copa Porsche Carrera de Francia como piloto invitado. Terminó en el podio en todas las carreras, obteniendo una victoria.
En 2014, Vaxivière cambia a la Fórmula Renault 3.5 Series, donde conducirá para el equipo Lotus. Tuvo que perderse dos fines de semana de carrera debido a una lesión, pero sin embargo terminó octavo en el campeonato con podios en Nürburgring y el Circuito Paul Ricard.
En 2015, Vaxivière continuó conduciendo Fórmula Renault 3.5 para Lotus. También formó parte por primera vez del Lotus F1 Junior Team, el programa de entrenamiento del equipo Lotus de Fórmula 1. En el primer fin de semana de carreras en MotorLand Aragón consiguió su primera victoria. Con dos victorias más en Spa-Francorchamps y Red Bull Ring, terminó segundo en el campeonato detrás de Oliver Rowland con 234 puntos.
En 2016 se cambió el nombre del campeonato a Fórmula V8 3.5. Vaxivière salió en esto para el nuevo equipo Spirit of Race, que luego cambió su nombre a SMP Racing. A juzgar por su año anterior, tuvo una temporada decepcionante, con solo victorias en Spa-Francorchamps y Red Bull Ring. Con esto bajó al sexto lugar en la clasificación final con 175 puntos.
En 2017, Vaxivière hizo el cambio al Campeonato Mundial de Resistencia de la FIA, compitiendo en la clase LMP2 para el equipo TDS Racing con Emmanuel Collard y François Perrodo como compañeros de equipo. Además, ese año debutó en la GP3 Series con el equipo DAMS en sustitución de Santino Ferrucci, que se había marchado a la Fórmula 2, procedente del fin de semana de carrera en Hungaroring.